# Goschütz (Birawa)
Goschütz (polnisch Goszyce, 1936–1945 Meisenbusch) ist eine Ortschaft in Oberschlesien. Sie liegt in der Gemeinde Birawa im Powiat Kędzierzyńsko-Kozielski (Landkreis Kandrzin-Cosel) in der polnischen Woiwodschaft Oppeln.

## Geographie

### Geographische Lage
Das Straßendorf Goschütz liegt rund 13 Kilometer östlich vom Gemeindesitz Birawa, 18 Kilometer südöstlich von der Kreisstadt Kędzierzyn-Koźle (Kandrzin-Cosel) und 56 Kilometer südöstlich von der Woiwodschaftshauptstadt Oppeln. Der Ort liegt in der Nizina Śląska (Schlesische Tiefebene) innerhalb der Kotlina Raciborska (Ratiborer Becken). 
Das Dorf ist von Wäldern umgeben, in der Mitte fließt der Bach Łopuszna und an der Grenze zum Wald, fließt die Birawka.

### Nachbarorte
Nachbarorte von Goschütz sind im Westen Jakobswalde (Kotlarnia ) und im Osten Sierakowiczki (Klein Schierakowitz). 

## Geschichte
Der Ort entstand im frühen 16. Jahrhundert und wurde 1532 erstmals urkundlich erwähnt.
Der Ort wurde 1783 im Buch Beytrage zur Beschreibung von Schlesien als Goschü(t)z und Goschti(t)z erwähnt, gehörte einer Prinzessin von Hohenlohe und lag im Landkreis Tost und hatte 87 Einwohner, einen Hochofen, eine Mühle, sechs Bauern und fünf Gärtner.
1818 wurde der Ort als Goschütz erwähnt. Nach der Neuorganisation der Provinz Schlesien gehörte die Landgemeinde Goschütz ab 1818 zum Landkreis Cosel im Regierungsbezirk Oppeln. Anfang des 18. Jahrhunderts wurde in Goschütz ein Hochofen errichtet, um das Holz der waldreichen Gegend industriell nutzen zu können. Dieser bestand bis 1848. 1865 bestand Goschütz aus einer Dorfgemeinde und einem Dominium. Das Dorf hatte zu diesem Zeitpunkt sieben Bauernhöfe, vier Gärtnerstellen und 33 Häuslerstellen. Ferner gab es eine Mahlmühle und eine Sägemühle. Eingeschult war der Ort nach Jakobswalde. 1874 wurde der Amtsbezirk Slawentzitz gegründet, welcher die Landgemeinden Alt Cosel, Birawa, Brzezetz, Goschütz, Jacobswalde, Kandrzin-Pogorzelletz, Klein Althammer, Lenartowitz, Libischau, Medar-Blechhammer, Miesce, Ortowitz, Sackenhoym, Slawentzitz und Slawentzitz Kolonie und die Gutsbezirke Alt Cosel, Birawa, Brzezetz, Goschütz, Jacobswalde, Kandrzin-Pogorzelletz, Klein Althammer, Lenartowitz, Libischau, Medar-Blechhammer, Miesce, Ortowitz und Slawentzitz umfasste. 1885 zählte der Ort 210 Einwohner.
Bei der Volksabstimmung in Oberschlesien am 20. März 1921 stimmten 45 Wahlberechtigte für einen Verbleib Oberschlesiens bei Deutschland und 88 für eine Zugehörigkeit zu Polen. Goschütz verblieb nach der Teilung Oberschlesiens beim Deutschen Reich. Am 16. Mai 1936 wurde der Ort im Zuge einer Welle von Ortsumbenennungen der NS-Zeit in Meisenbusch umbenannt. Bis 1945 befand sich der Ort im Landkreis Cosel.
1945 kam der bis dahin deutsche Ort unter polnische Verwaltung und wurde anschließend der Woiwodschaft Schlesien angeschlossen und ins polnische Goszyce umbenannt. Der Landkreis Cosel wurde in Powiat Kozielski umbenannt. 1950 kam der Ort zur Woiwodschaft Oppeln. 1975 wurde der Powiat Kozielski aufgelöst. 1999 kam der Ort zum neugegründeten Powiat Kędzierzyńsko-Kozielski. Am 23. April 2007 wurde in der Gemeinde Birawa Deutsch als zweite Amtssprache eingeführt. Am 10. Januar 2011 erhielt der Ort zusätzlich den amtlichen deutschen Ortsnamen Goschütz.

## Sehenswürdigkeiten und Bauwerke

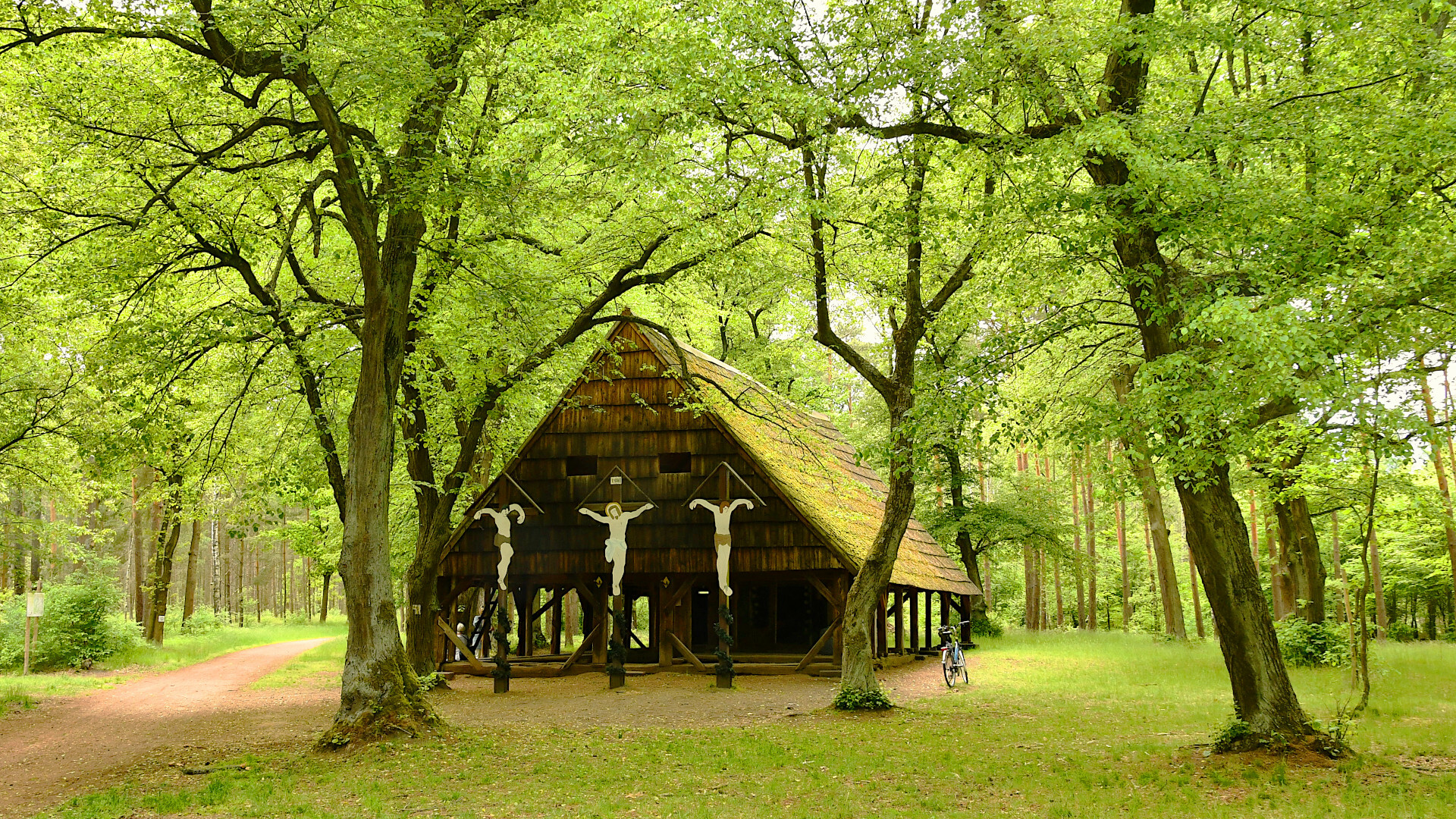
Die Kapelle St. Maria Magdalena

- Kapelle St. Maria Magdalena (kaplica pw. św. Marii Magdaleny) aus dem Jahr 1728, mit Dach und Sakristei, aus Holz, sie liegt im Wald. Im Juli treffen sich hier jährlich Pilger.[9]

- Die römisch-katholische Herz-Jesu-Kirche (poln. Kościół Najświętszego Serca Pana Jezusa) aus dem Jahr 1932 war ursprünglich eine Wegkapelle, die erweitert wurde.

## Vereine
- Deutscher Freundschaftskreis
- Fußballverein LZS Kotlarnia-Goszyce

- Freiwillige Feuerwehr

## Verkehr
Durch Goszyce führt die Woiwodschaftsstraße 408. Es gibt eine Bus-Haltestelle.